# Hodný, zlý a ošklivý
Hodný, zlý a ošklivý (v italském originále Il buono, il brutto, il cattivo) je italský epický spaghetti western z roku 1966. Režíroval ho Sergio Leone, do hlavních rolí byli obsazeni Clint Eastwood, Lee Van Cleef a Eli Wallach. Příběh vymysleli Luciano Vincenzoni a Leone. Za kamerou stál Tonino Delli Colli, který má zásluhu za rozšíření širokoúhlých filmů. Hudbu k filmu složil Ennio Morricone. 
Film je závěrečným dílem „dolarové trilogie", která se odehrává na pozadí občanské války a jejíž ústřední zápletkou je honba za konfederačním zlatem. Předchozí filmy jsou Pro hrst dolarů (A Fistful of Dollars, 1964) a Pro pár dolarů navíc (For a Few Dollars More, 1965). 
Premiéra se odehrála 15. prosince 1966 v Itálii a v USA 23. prosince 1967. Leoneho film byl kritizován za zobrazování násilí, což režisér vysvětloval takto: "Zabíjení v mých filmech je přehnané... Západ byl plný násilných, nekomplikovaných lidí a toto je síla a jednoduchost, kterou zkouším znovu oživit ve svých filmech."
Film se odehrává v USA, ale většina scén se natáčela ve Španělsku.

## Chronologie
Ačkoli nebylo původně Leonovým záměrem vytvořit trilogii, události popisované ve filmech naznačují, že chronologické pořadí je přesně opačné, než v jakém filmy vyšly – Hodný, Zlý a Ošklivý by tedy byl filmem prvním. Ve filmu lze také vidět, jak si hlavní postava („Muž beze jména", Clint Eastwood) obstarává své typické hnědé pončo, které má na sobě v předchozích dvou filmech, přestože není jasné, zda „Muž beze jména" představuje ve všech filmech stejnou osobu, nebo jen určitý „koncept", a jedná se tedy o 3 odlišné postavy.

## Překlad názvu
Původní italský název Il buono, il brutto, il cattivo by se správně do češtiny dal přeložit jako Hodný, ošklivý, zlý. V zažitém českém názvu jsou poslední dva členy zaměněny, neboť překlad byl pořízen přes angličtinu; k záměně došlo v americké verzi zřejmě z libozvučných, rytmických důvodů (The Good, the Bad and the Ugly). Paradoxně však též došlo k zaměnění popisného charakteru dvou hlavních postav filmu.

## Příběh
Děj se točí okolo tří pistolníků, starých známých, z nichž každý zná část tajemství, které odkrývá cestu k ukrytému pokladu.
Zabiják Sentenza (Zlý) se na cestu vydává jako první – od farmáře, kterého pak společně s celou rodinou zabije, se dozvídá jméno jižanského vojáka Jacksona (který si změnil jméno na „Bill Carson") a zpronevěřil 200 tisíc dolarů ve zlatě a ukryl je na neznámém místě. Jackson však zemře dřív, než ho Sentenza najde. Před smrtí ale prozradí části tajemství banditovi Tucovi (Ošklivý) a jeho parťákovi řečenému Blonďák (Hodný). Ti dva jsou nuceni spolupracovat se Sentenzou a po strastiplné cestě se dostávají na hřbitov Sad Hill, kde je poklad ukrytý. Jediný Blonďák ale ví, ve kterém hrobě se zlato skrývá.
Na konci dojde k přestřelce, při které je Sentenza Blonďákem zabit. Tuco, bez nabité zbraně – Blonďák mu den předtím potají vzal všechny náboje – je Blonďákem donucen vykopat hrob, kde se zlato nachází a následně je donucen strčit hlavu do oprátky. Blonďák rozdělí zlato na dva férové díly a se svou polovinou odjíždí ze hřbitova, druhou nechává Tucovi u nohou. Následně se na scénu vrací, aby přestřelil Tucovi provaz, který měl kolem krku a zachránil ho tak před smrtí.

## Obsazení

### Ústřední trojice

#### Hodný
- hraje: Clint Eastwood, v českém znění: Ladislav Županič[5]
- aka Bloňdák, Muž beze jména
- lovec lidí

#### Zlý
- hraje: Lee Van Cleef, v českém znění: Jaroslav Kaňkovský
- aka Krásnoočko, Sentenza (v originále „il cattivo" tedy „zlý")

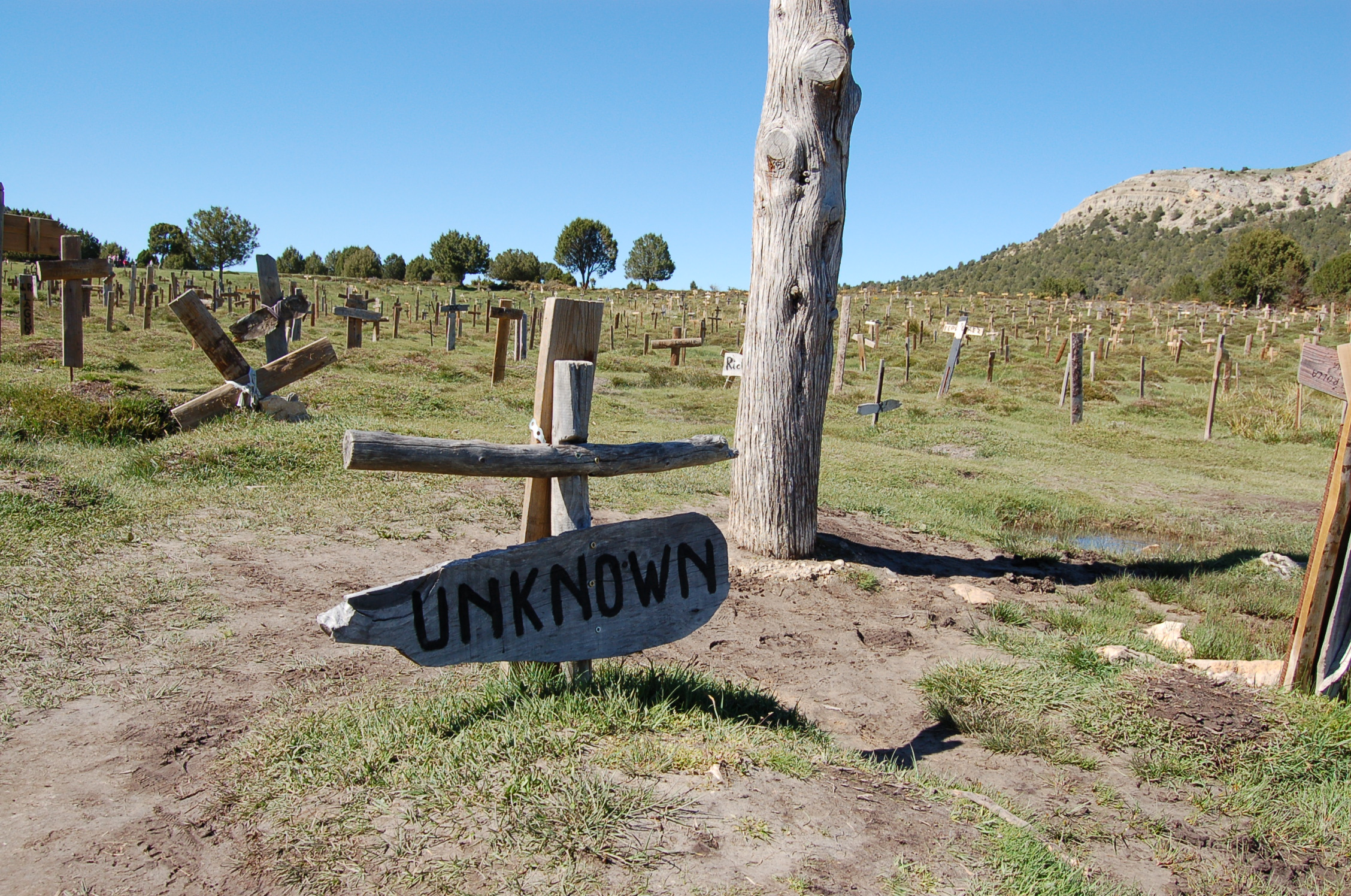
Hřbitov Sad Hill, místo závěrečné scény filmu.

- žoldák

#### Ošklivý
- hraje: Eli Wallach, v českém znění: Jiří Zavřel
- aka Tuco Benedicto Pacífico Juan María Ramírez (v originále „il brutto" tedy „ošklivý")
- mexický bandita

### Vedlejší postavy
- Aldo Giuffré – opilý kapitán Unie
- Luigi Pistilli – otec Pablo Ramirez
- Antonio Casale – Jackson / Bill Carson
- Antonio Casas – Stevens
- Chelo Alonso – Stevensova žena
- Al Mulock – jednoruký
- John Bartha – šerif
- Aldo Sambrell – člen Krásnoočkovy bandy
- Benito Stefanelli – člen Krásnoočkovy bandy
- Livio Lorenzon – Baker
- Enzo Petitio – prodejce zbraní
- Mario Brega – plukovník Wallace
- Rada Rassimov – Marie
- Angelo Novi – mnich [6]

## Význam filmu
Leonova snaha oživit opotřebovaný žánr westernových filmů je široce uznávaná dodnes: film Hodný, zlý a ošklivý je popsán European cinemou jako nejlepší reprezentant žánru westernových filmů a režisér Quentin Tarantino nazval film "nejlépe zrežírovaným filmem všech dob". Film je rovněž oceňován z toho důvodu, že se asi ve své polovině změní ve smutné protiválečné drama doprovázené velmi působivou hudbou.